# Tysklands oprustning i 1930'erne
Tysklands oprustning i 1930'erne dækker over den mandskabsmæssige og materielle udvidelse af Tysklands hær, flåde og luftvåben mellem nazisternes magtovertagelse i januar 1933 og 2. verdenskrigs begyndelse 1. september 1939. Oprustningen af Wehrmacht – som grundlagdes i 1935 som overordnet organisation for hær (Heer), flåde (Kriegsmarine) og luftvåben (Luftwaffe) – var en integreret del af den nationalsocialistiske politik og var for Hitler den vigtigste forudsætning for at generobre det Tyske riges stormagtsstatus.
Som resultat af den energisk gennemførte genoprustning, hvis fundament allerede var lagt i Weimar-republikken, opstod der med Wehrmacht en stærk militær magtfaktor på det europæiske fastland, men på grund af en ineffektiv rustningsorganisation og manglen på en samlet oprustningsplan lykkedes det ikke at skabe den nødvendige basis for en oprustning i dybden, som kunne understøtte en længerevarende krig. I direkte sammenhæng med oprustningen opstod fireårs-plan-myndigheden, der ud over at stå for selve oprustningen også havde til opgave at opruste industrien til at kunne understøtte en krigsøkonomi. Af den i Versailles-traktaten fastlagte hær på 100.000 mand blev der i løbet af 7 år skabt en værnemagt på 4,5 mio. mand, som dog på grund af det rasende tempo, hvorunder det var foregået, var ramt af betydelige mangler, hvad angår kvaliteten af materiel og personel.

## Forhistorie

### Udgangssituationen i Weimarrepublikken
Nederlaget i 1. verdenskrig og den heraf følgende Versailles-traktat styrede fuldstændig tankegangen i Reichswehr. De pålagte drastiske nedskæringer blev ikke godtaget af politikerne og hovedparten af befolkningen, så den traktatmæssigt fastlagte hær på 100.000 mand i 7 infanteridivisioner blev af hærledelsen anset for at være en overgangsløsning og for at være grundlag for en større hær, som ikke var underlagt traktatmæssige begrænsninger. For at nå dette mål, var ledelsen af Reichswehr villig til at overtræde betingelserne i Versailles-traktaten og anvende illegale midler – fortrinsvis ved udrustning af såkaldte indbyggerværn med militært udstyr, billigelse af det sorte Rigsværn Schwarze Reichswehr og militært samarbejde med Sovjetunionen (Rapallotraktaten) for at opnå grundlæggende taktisk og teknisk viden. Indtil starten af 1930'erne forblev omfanget og den militære værdi af disse tiltag forholdsvis ringe personelt som materielt.

#### Første oprustningsprogram
Afskedigelsen af Hans von Seeckt som chef for hæren i oktober 1926 og den langsomme erkendelse i hærledelsen af, at kun et samarbejde med lovgivningsmagten kunne give politisk rygdækning af den ønskede oprustning, betød et skifte i forholdet mellem Reichswehr og den af hæren skeptisk betragtede rigsregering. Således meddelte Reichswehrminister Geßler regeringen i november 1926, at den hidtil gennemførte hemmeligholdelse overfor statens ledelse ville blive opgivet, og at der fremover ville blive informeret om de indtil da indledte oprustningstiltag. På grund af den således accepterede politiske kontrol med Reichswehr var regeringen under rigskansler Wilhelm Marx og dennes socialdemokratiske efterfølger Hermann Müller parat til at finansiere de fortsat hemmelige rustningstiltag. Herefter blev efter to års forarbejde det Første oprustningsprogram den 29. september 1928 godkendt af hærchefen, og den 18. oktober blev det bevilget af regeringen. Målet for dette program, som for første gang samlede alle hærens materielle oprustningsplaner i et femårigt program, var at sikre udstyr og ammunition til en hær på 16 divisioner, begrænset lageropbygning og tiltag til styrkelse af industrikapaciteten i tilfælde af mobilisering. Dette mål skulle nås frem til 1932, og der skulle anvendes 350 mio. Reichsmark fra en hemmelig fond. Målt i forhold til de samlede bevillinger til Reichswehr i størrelsesordenen 726,5 mio. RM (=8,6 % af statsbudgettet) virkede de 70 mio. RM, der således var til rådighed årligt, forholdsvis beskedne, men det må betragtes som en nyskabelse i den tyske hærs historie, at de komplekse forhold omkring fremstilling af bestemte former for militært udstyr i en moderne målrettet blev afstemt efter hinanden i en samlet plan.

#### Andet rustningsprogram
I januar 1928 tiltrådte Groener posten som Reichswehrminister og hermed kom der mere dynamik i oprustningsanstrengelserne, da han var en mand med den fornødne politiske, militære og økonomiske kompetence. Med henblik på en yderligere udbygning af Reichswehr blev ”Zweite Rüstungsprogramm” færdiggjort i foråret 1932, og det dannede senere det indledende grundlag for oprustningen i det Tredje rige. Med et budget på 484 mio. RM skulle der skabes grundlag for en hær på 21 divisioner med udstyr, våben og ammunition, og der skulle etableres lagre til seks ugers krig. Der blev for første gang afsat 110 mio. RM til Luftwaffe, som skulle bestå af i alt 150 fly. Under indtryk af de vanskelige økonomiske forhold var det en langfristet plan, som dækkede perioden fra april 1933 til marts 1938. I november ændredes planen, hvorefter det var tanken, at der i foråret 1938 skulle være i alt 570.000 mand under våben.
Da der var tale om et maksimalt antal rustningstiltag, og da der derfor var tale om et stramt kalkuleret program, viste den sig yderst ømfindtlig overfor ændringerne i de økonomiske forhold som følge af Depressionen, så Groener var tvunget til at bede om yderligere 1 mia. RM fordelt over fem år fra regeringen. Situationen blev vanskeliggjort af, at nogle rustningsvirksomheder forlangte høje priser for ad denne vej at redde sig igennem krigen. Som følge af kravene i Versailles-traktaten var der kun få våbenfabrikker, og de havde derfor monopollignende forhold, som f.eks. Borsig eller Simson. Når man ser tilbage på rustningspolitikken i Weimar Republikken står det klart, at en langfristet og omfattende rustningsplanlægning ikke først opstod ved nazisternes magtovertagelse, men allerede blev grundlagt ved det første og andet rustningsprogram.

### Ændring af rustningspolitikken i det Tredje rige
Med Adolf Hitlers magtovertagelse skete der en radikal ændring af militærpolitikken. Groeners retningslinje, som gik ud på, at det udelukkende var de politiske synspunkter vedrørende opgaverne for et flersidigt sikkerhedssystem indenfor rammerne af Reichswehr, der skulle tilgodeses, blev hurtigt forladt til fordel for den tanke, som havde eksisteret siden Reichswehrs oprettelse, at militæret skulle have en fremtrædende stilling i samfundet. Et tegn på militærets nye stilling var det, at den nye Reichwehrminister, general Werner von Blomberg, blev taget i ed den 30. januar inden resten af regeringen. Særligt sigende var Hitlers tiltrædelsestale overfor repræsentanter for Reichswehr den 3. februar 1933, hvor han straks meddelte, at hans politik alene handlede om at genvinde den politiske magt, og at forudsætningen herfor var en opbygning af Wehrmacht. Oprustningen af Reichwehr, som Hitler betegnede som statens vigtigste indretning, fik højeste prioritet.

#### Status over rustningerne efter magtovertagelsen
Et memorandum til Blomberg fra marts 1933 i anledning af Westerplatte-affæren betegnede den militære situation som "håbløs". Hæren manglede mandskabsreserver, udstyr og frem for alt ammunition.
Ganske vist kunne det påregnes, at de afsluttede forarbejder til den Anden rustningsplan snart ville give synlige resultater, men i marts 1933 var ingen af de mange tiltag i planen blevet gennemført. Krigsmarinen rådede ikke engang over de skibe, som det var berettiget til ifølge Versailles-traktaten. Inden for de lette skibsklasser var grænsen næsten nået, men af de tilladte seks lommeslagskibe (eufemistisk kaldet Panzerschiffe; "panserskibe") var kun tre i ordre, og ingen var endnu færdiggjort. Det endnu ikke eksisterende Luftwaffe bestod af tre "reklameeskadriller", som kun var udrustet med et mindre antal civile maskiner. På daværende tidspunkt havde Reichwehr kun i ubetydelig grad overskredet personelrammerne i Versailles-traktaten.

#### Udenrigspolitiske faktorer
På grund af den uafklarede udenrigspolitiske situation afholdt rigskansleren sig fra officielle bekendtgørelser af konkrete rustningstiltag, da han ikke ville risikere militær intervention fra Frankrig eller Polen og gerne ville se resultatet af nedrustningskonferencen i Geneve. Hitler var (i modsætning til Blomberg og Neurath) ikke fuldstændig afvisende overfor et positivt resultat af konferencen for derigennem at undgå udenrigspolitisk isolation, men det blev ikke til en grundlæggende overenskomst, da de fremlagte kompromisforslag ikke indeholdt forbedringer i den tyske delegations øjne. Udtrædelsen af Folkeforbundet (14. oktober 1933) og afrustningskonferencen udgjorde det endegyldige brud med Groeners kollektive sikkerhedssystem og markerede skiftet til Blombergs foretrukne politik om alene at stole på militær styrke.

## Oprustningen af Wehrmacht 1933–1939

### Hærens oprustning
For rustningstiltagene i året 1933 gjaldt stadig det Andet rustningsprogram. Da man ville i gang med det samme, indledte man straks en indirekte oprustning i form af vidtgående forbedringer af den militære infrastruktur og en opbygning af virksomheder, som blev ejet af hæren. Et vidtgående brud på Versailles-traktaten foregik i det skjulte, hvilket især drejede sig om en intensiv støtte fra militæret til opbygning af en våbenindustri. Således blev der i det centrale Tyskland grundlagt og understøttet utallige rustningsvirksomheder. Inden 1934 havde 18 store fabrikker, såsom Bochumer Verein i Hannover, Borsig i Berlin og Krupp-Gruson i Magdeburg indledt våbenproduktion.
Den spanske borgerkrig 1936-1939 viste sig at være ideel til afprøvning af de nye våben, som de tyske fabrikker begyndte at producere i oprustningsårene. Luftwaffe afprøvede nye taktikker i Legion Condor, som var en tysk ekspeditionsstyrke, der kæmpede mod den republikanske regering på spansk jord efter tilladelse fra Generalissimo Francisco Franco. Hitler insisterede dog på, at hans langsigtede hensigter med indblanding var fredsommelig, en strategi han kaldte "Blumenkrieg" (blomsterkrig).

#### Rustningsprogram
Mod årets slutning ændrede de politiske rammer sig: udenrigspolitisk efter at den britiske og den franske regering havde affundet sig med Tysklands udtræden af Folkeforbundet, og indenrigspolitisk fordi Reichswehr kun kunne imødegå konkurrencen fra SA ved selv at vokse. Det langfristede planlægningsprogram fra 1932 forekom ikke længere Reichswehr tidssvarende, så i december 1933 besluttede man at udvide hæren til 300.000 mand. Programmet, som den 18. december 1933 blev underskrevet af chefen for generalstaben (Truppenamt), generalløjtnant Ludwig Beck, gik ud på, at der frem til marts 1938 skulle opbygges en hær, som i fredstid var på 21 divisioner, og som ved mobilisering kunne blive til 63 divisioner.
I foråret 1934 pressede Hitler på for en hurtigere gennemførelse af decemberprogrammet, hvorved han lå på linje med Beck, som var af den opfattelse, at tyngdepunktet i opbygningen måtte ligge i de første to år, også hvis dette betød en oprustning i dybden frem for den af Hitler foretrukne oprustning i bredden. . På grund af det organisatoriske fundament fra det Andet rustningsprogram nåede Reichswehr uden større problemer op på 180.000 mand i foråret 1934
. De 21 divisioner bestod stort set kun af kadrer og havde langt fra opnået deres fulde personelle og materielle styrke, da udvidelsen af hæren fulgte et skema om, at hver division skulle opstille to nye divisioner. Således var der af de planlagte 189 infanteribataljoner kun opstillet 109, og de to panserbataljoner havde kun 12 kampvogne. Hæren havde kun forsyninger til seks uger. Ved planspil regnede man fra den 3. krigsmåned med et fald i forsyningerne til få procent, og den mulige krigsproduktion af ammunition udgjorde kun 50 %.

##### Juli-programmet 1935
Da der til forsvar mod et muligt fransk angreb skulle stå 10 indsatsparate divisioner ved grænsen, og da disse kadrer således ikke kunne anvendes ved udbygningen af hæren, forhøjede hærens ledelse rustningsmålet til 30-36 divisioner. Med Hitlers proklamation om værnehøjhed ("Gesetz über den Aufbau der Wehrmacht") den 16. marts 1935
blev fredshærens styrke nu fastsat til 36 divisioner. Med den samtidige bekendtgørelse om "Værnepligtsloven" blev nu også formelt de sidste begrænsninger fra Versailles-traktaten afskaffet, og indførelsen af den almindelige værnepligt fra 1. oktober 1935 bekendtgjort. Hermed havde Hitler indfriet et løfte til generalerne fra 1933. I juli blev de af generalstaben udarbejdede planer godkendt, hvorefter der indtil 1. oktober 1939 skulle ske en udvidelse af hærens styrke til omkring 700.000 mand (bestående af 33 infanteri- og 3 panserdivisioner). For første gang blev der også opstillet konkrete tal for krigshæren, der skulle vokse fra 28 divisioner i april 1936 til 49 i 1939 og endelig til 63 divisioner i 1941.
Denne markante revision af decemberplanen fra 1933, hvor der allerede var regnet med en opstilling af en krigshær i foråret 1938, bliver udover en forsinket indførelse af værnepligten forklaret med konflikter i hærens ledelse, der var uenige om de næste skridt. Ludwig Beck og Werner von Fritsch var fortalere for en langsommere og mere kontinuert opstilling af nye formationer. Chefen for Allgemeinen Heeresamtes, oberst Friedrich Fromm, ønskede derimod straks at opstille disse 36 divisioner, hvor det efter hans mening kun kunne dreje sig om infanteridivisioner, hvortil så kom kavaleri- og panserdivisioner. General von Schwedler som chef for hærens personelkontor afviste til gengæld en udvidelse af hæren i 1936 med det argument, at officerskorpset i 1933 havde bestået af 3.800 officerer, og at dette tal to år senere var vokset med 72 % til 6.553, hvilket uvægerligt ville betyde en forringelse af den militære kvalitet. For året 1941 regnede man med at mangle 13.150 officerer, hvilket først under normale omstændigheder ville være udlignet i 1950. Som kompromis foreslog hærledelsen et delmål i form af et efterårsmål for 1935 på 24 divisioner. Væksten i personellet ville kunne opnås ved at overtage to tredjedele af det kasernerede Landespolizei. Det stod de ansvarlige klart, at denne personelle udvidelse i løbet af 2½ år betød en forringelse af kvaliteten, for den materielle udrustning kunne ikke holde trit med denne vækst. At man så bort fra betydningen af materiellet var tydeligt at se af den kendsgerning, at man udarbejdelsen af planen ikke inddrog Heereswaffenamt.

##### Forslag til forøgelse af hærens angrebskraft
I den korte tid, hvor den samlede planlægning af udbygningen af hæren lå stille i 1936, indledtes diskussionen om forøgelse af hærens angrebskraft om de muligheder, som de nye kampvognsenheder åbnede, hvilket også fik betydning for det endelige rustningsprogram. I generalstaben indså man muligheden for, at man med dette nye våben kunne gennemføre en yderst bevægelig kamp og dermed få nye operationelle muligheder. Generalstabschef Beck foreslog derfor, at der udover de tre panserdivisioner skulle opbygges motoriserede infanteriregimenter og selvstændige panserbrigader, som alt efter situationen kunne samles til kampenheder. Hertil kom, at han ville styrke hærens angrebskraft ved motorisering af flere infanterienheder. Yderligere var han af den opfattelse, at hvert armékorps skulle udstyres med en panserbrigade. Til programmet om forøgelse af hærens angrebskraft kan også medregnes udkastet fra hærens øverstkommanderende von Fritsch, som ud fra et memorandum fra chefen for generalstabens operationsafdeling von Manstein, underskrev en forordning, hvorefter hver infanteridivision skulle have
en stormartilleri-afdeling. Denne forordning blev senere revideret efter afskedigelsen af Fritsch under Blomberg-Fritsch-affæren. På den ene side lagde ”Forøgelse af angrebskraften” op til en styrkelse af hæren, men på den anden side blev det særdeles klart, at hærens ledelse manglede forståelse for de økonomiske realiteter, for gennemførelsen af dette program lå langt udenfor den tyske økonomis muligheder. Argumentet fra chefen for Heeresamt, om at man ved planlægningen skulle tage hensyn til de rustningstekniske muligheder og reducere antallet af panserafdelinger, blev afvist af Beck med en bemærkning om: at pengemæssige grunde ikke tæller.

##### Endelige rustningsprogram
I 1936 blev der til sidst fastlagt en endelig rustningsplan med det såkaldte augustprogram. Trods reduktionen i antallet af infanteridivisioner betød udkastet en styrkelse i forhold til juliprogrammet fra 1935, da tanken om styrkelse af angrebskraften blev tilgodeset med opstilling af tre lette divisioner og fire motoriserede infanteridivisioner. Den indtil da dårligt nok synlige krigshær skulle bestå af 102 divisioner, der fortrinsvis omfattede 72 infanteridivisioner plus 21 landeværnsdivisioner og sammen med stærke korpstropper nå op på en samlet mandskabsstyrke på 3,6 mio. mand. Dermed overgik man på blot 7 år den 40-årige opbygningsproces af den kejserlige hær, som ved krigsudbruddet i 1914 havde rådet over 2,1 mio. mand.
| Oversigt over de tre rustningsprogrammer til opbygning af hæren i fredstid |                                                         |                                                   |                                                  |
|                                                                            | Decemberprogram 1933 Hærens udbygning til 1. april 1939 | Juliprogram 1935 Udbygning indtil 1. oktober 1939 | Augustprogram 1936 Udbygning til 1. oktober 1939 |
| Armékorps                                                                  | 8                                                       | 12                                                | 13                                               |
| Infanteridivisioner                                                        | 21                                                      | 33                                                | 32                                               |
| Motoriserede inf. div.                                                     |                                                         |                                                   | 4                                                |
| Bjergdivisioner                                                            |                                                         |                                                   | 1                                                |
| Kavaleridivisioner                                                         | 3                                                       |                                                   |                                                  |
| Panserdivisioner                                                           |                                                         | 3                                                 | 3                                                |
| Lette divisioner                                                           |                                                         |                                                   | 3                                                |
| Fredshærens styrke                                                         | 300.000                                                 | 700.000                                           | 800.000                                          |
| Krigshæren                                                                 | 63 divisioner                                           | 63 divisioner (planlagt færdiggørelse 1941)       | 102 divisioner (planlagt færdiggørelse 1940/41)  |

##### Forløbet af rustningerne indtil krigens udbrud
Forløbet af rustningerne frem til 1939 forløb i store og hele i overensstemmelse med augustprogrammet. I efteråret 1936 blev det planlagte antal på 36 infanteridivisioner nået, hvorved man i forholdet til året før havde opnået en stigning på 50 %. Organisatorisk blev der sat fart i opbygningen af krigshæren. Hovedparten af de dertil beregnede divisioner skulle dannes af kadrer fra hæren i fredstid, selv om disse til dels kun bestod af kadrer. I 1937 blev der for første gang i tre år ikke opstillet en ny division, bortset fra en let division. De vigtigste tiltag i dette år bestod i motorisering af fire infanteridivisioner. Store forandringer skete der imidlertid i 1938, da det med tilføjelsen af den østrigske hær efter Anschluss og indlemmelsen af Sudeterlandet blev personelt muligt yderligere at opstille tre infanteri-, 2 panser-, 2 bjerg- og en let division, således at det oprindelige mål fra augustprogrammet allerede blev overskredet. Af stor betydning for rustningen var det, at der efter opløsningen af Tjekkoslovakiet blev overtaget tjekkiske materielbeholdninger af høj kvalitet, som gjorde det muligt at udruste 15-20 divisioner. I sommeren 1939 gennemførtes derpå de trinvise og ikke offentliggjorte delmobiliseringer, hvorved den i det mindste organisatorisk velforberedte krigshær hurtigt og forholdsvis ubemærket blev bragt op på fuld styrke.

#### Økonomiske problemer
Materieltilgangen kunne imidlertid på ingen måde holde trit med den enorme vækst i personellet. En oprustning i dette tempo måtte uvægerligt føre til økonomiske problemer, som der dog ikke blev taget hensyn til af hverken militærledelsen eller den politiske ledelse. De nationaløkonomiske konsekvenser af denne hastige oprustning, den umådelige fortsatte økonomiske belastning og de heraf følgende sociale følger havde ingen betydning for hærledelsen og blev i foredrag og memoranda kun omtalt i forbifarten eller slet ikke.
| Omkostningerne ved den endelige udbygning af hæren (Augustprogram 1936) |      |      |      |      |      |      |      |      |      |
| Finansår                                                                | 1937 | 1938 | 1939 | 1940 | 1941 | 1942 | 1943 | 1944 | 1945 |
| Hidtidige behov (i mia. RM) Juliprogram 1935                            | 3,58 | 3,68 | 3,86 | 3,44 | 2,58 | 2,58 | 2,58 | 2,58 | 2,58 |
| Nye behov Augustprogram 1936                                            | 8,88 | 8,98 | 8,86 | 4,67 | 4,29 | 3,50 | 3,47 | 3,47 | 3,17 |
| Omkostninger til minimumsanskaffelser (udover augustprogrammet)         |      |      |      | 2,90 | 3,33 | 3,75 | 4,18 | 4,60 | 4,60 |

Således betød minimumsanskaffelsesordrerne, som industrien også efter højdepunktet af rustningen skulle effektuere, at der i fremtiden ville opstå uholdbare tilstande, hvilket bl.a. ses af, at fra 1942 ville disse poster udgøre mere end driften af hæren. De forrykte konsekvenser af minimumsanskaffelsen ville vise sig senest fra 1940, hvor man regnede med en årlig tilvækst i maskingeværer på 36.000, som der ikke ville være brug for.
Fra 1936 skete der løbende omdisponeringer og dermed en opbremsning af oprustningen da manglen på råstoffer blev til en prekær faktor. Således er det ikke noget tilfælde, at det er i denne periode, at Hitlers fireårsplan blev til. Dette program til udnyttelse af alle hjemlige råstofkilder og udbygning af en industri til fremstilling af erstatningsprodukter – fortrinsvis syntetisk gummi og syntetisk benzin – uden hensyntagen til rentabiliteten og den dermed forbundne målsætning om at gøre erhvervslivet krigsdueligt, må ses i sammenhæng med hærens augustprogram. De økonomiske problemer blev imidlertid ikke løst herved. Således kunne allerede i 1937 kun halvdelen af hærens behov for kobber dækkes, hvilket fik hærens øverstbefalende til at meddele, at en betydelig del af den ammunition, som skulle produceres i 1939, ville blive udleveret uden O-ringe og tændsats. Udover knaphed på metaller var der også mangel på råstål fra 1937, hvilket førte til rationering af jern og stål. Således kunne der i dette år i stedet for det af hæren krævede 750.000 ton stål månedligt kun leveres 300.000 ton. En yderligere skarp kamp om fordelingen opstod efter Hitlers ordre til Organisation Todt om at udbygge Siegfried-linjen uden hensyntagen til den økonomiske situation. Knapheden på stål førte i december 1938 til, at Reichswirtschaftsministeren indførte et stop for alle ordrer på stålbarrer og –plader til industrien, hvorved der opstod graverende forsinkelser på leveringerne af våben, udstyr og ammunition. Heeresamt og generalstaben tog herefter konsekvensen og meddelte, at størstedelen af krigshæren først kunne færdigopstilles den 1. april 1941, og at de ønskede ammunitionsbeholdninger først ville kunne nås den 1. april 1942. Hitler havde imidlertid ikke blikket rettet mod lageropbygning og krævede et endnu højere tempo i oprustningen, hvilket i april 1939 fik hærledelsen til at meddele, at 34 infanteridivisioner så godt som ingen våben og udrustning havde, og at reservehæren kun havde 10 % af de nødvendige geværer og maskingeværer, samt at det samlede ammunitionsforråd var faldet til 15 dages kamp. Den gennemførte oprustning i bredden tillod således ikke opbygning af lagre, så den ønskede etablering af reservemateriel kunne ikke gennemføres.

### Flådens oprustning
Ligesom i hæren tog oprustningen af flåden sit udgangspunkt i det Andet rustningsprogram, hvorved der også her fra 1933 først blev anvendt midler på infrastruktur, såsom udbygning af kystforsvarsanlæggene, havne, værfter og egne våbenvirksomheder. I 1933 var der ingen klar målsætning for udbygningen af flåden, fordi man ville afvente resultatet af Nedrustningskonferencen i Geneve og fordi Hitler i starten var en hård modstander af en maritimt rettet tysk politik og en forceret udbygning af flåden, da han derved ønskede at nå til en forståelse med Storbritannien. Ved en første samtale i foråret 1933 med flådechefen Erich Raeder gentog Hitler sine politiske retningslinjer: "aldrig mere kæmpe mod England." Dog lod det til, at Raeder havde overbevist rigskansleren om nytten af flåden i forbindelse med magt- og forbundspolitik, for Hitler ændrede senere mening og var ikke længere modstander af en oprustning til søs. Marinens indledende krigsspil blev gennemført med tanke på ikke blot at forhindre Frankrig i at trænge ind i Østersøen, men også at afskære landet fra sine søveje gennem en aktiv søkrigsførsel i Atlanten. Derfor var det allerede under de to rustningsprogrammer i Reichswehr flådens plan at opnå paritet med Frankrig.

#### Skibsbygningsplaner
I begyndelsen af 1934 blev der afgivet ordrer på lommeslagskibene D og E med forhøjet tonnage (senere Gneisenau og Scharnhorst) samt fire destroyere. Efter at Tyskland havde forladt nedrustningskonferencen, tog flådens ledelse heller ikke længere hensyn til Versailles-traktatens begrænsninger, hvilket førte til en ny skibsbygningsplan i marts.
Denne indeholdt bygning af otte lommeslagskibe, tre hangarskibe, 18 krydsere, 48 destroyere og 72 ubåde og skulle gennemføres frem til 1949. I efteråret blev der indenfor rammerne af denne plan afgivet ordrer om bygning af de svære krydsere Blücher og Admiral Hipper samt fem destroyere. Samtidig blev planerne om det første store slagskib – Bismarck – forceret, så man kunne regne med at byggeriet heraf kunne starte i sommeren 1936. Med disse byggeordrer blev rammerne fra Versailles-traktaten brudt, hvilket dog ikke fik konsekvenser, da dette kunne holdes hemmeligt for offentligheden.
I den efterfølgende tid kom det til alvorlige stridigheder indenfor flådens ledelse, men også mellem denne, udenrigsministeriet og Hitler over detaljerne i skibsbygningsplanerne og den politiske målsætning, så det endte med, at dette program frem til krigsudbruddet langt fra kunne realiseres. Især et så langfristet rustningsprogram som bygningen af skibe viste sig følsomt overfor kortfristede ændringer i planerne. I januar 1935 understregede Hitler, at på grund af det forventede udenrigspolitiske tryk på grund af folkeafstemningen i Saar skulle tempoet i oprustningen sættes i vejret, hvilket fik flådens ledelse til at bestille yderligere fem destroyere og fremskynde byggestarten på Flugzeugträger A (senere Graf Zeppelin) til den 1. april 1935, selv om der endnu ikke var truffet beslutning om de vigtigste dimensioner på dette skib. Denne forhastede plan lod sig ikke gennemføre, og først den 16. november blev Flugzeugträger A og søsterskibet Flugzeugträger B sat i ordre; men i den sidste ende blev ingen af de to skibe færdiggjort. Den tysk-britiske flådeaftale, som blev underskrevet den 18. juni, og som flådeledelsen under alle omstændigheder blot betragtede som foreløbig, betød ikke noget tab for flåden, da den nu i stedet for de nuværende 144.000 ton nu kunne udvides til 520.000 ton, hvilket dog ikke kunne udnyttes, da værftskapaciteten allerede var fuldt udnyttet, hvilket medførte, at yderligere ordrer ikke kunne modtages af værfterne.

##### Ubådsbyggeri
Også politikken vedrørende bygning af ubåde forblev uklar. Lederen af ubådsværnet Karl Dönitz krævede at man koncentrerede sig om bygning af Type VII, en båd på 750 ton, som var kendetegnet ved at have stor slagstyrke i forhold til sin størrelse. Men i flådeledelsen havde man større operationer for øje, så Raeder som et kompromis afgav ordrer om bygning af 7 både af type VII og 4 både af den større Type IX samt 8 både af de små type II både. Byggepolitikken, som ikke var bestemt af hverken militære eller politiske mål, men af de eksisterende økonomiske muligheder, afslørede sig bl.a. ved at der i 1937 blev afgivet ordrer på yderligere 8 små type II ubåde, blot fordi der overraskende nok var ledig værftskapacitet. Ved krigens udbrud var der 46 ubåde til rådighed hvoraf kun halvdelen var egnet til indsats på oceanerne.

##### Skibsbygningsplan 1937
Hitlers forsøg på tilnærmelse til Storbritannien for at få frie hænder mod øst havde ikke den ønskede succes, så i 1937 blev Storbritannien for første gang set som en mulig modstander i de studier, som blev udført af flådens operationsafdeling. Det blev der taget hensyn til i Raeders udvidede byggeprogram fra 21. december 1937, som ikke kun omfattede nybygning af seks slagskibe, men også tilføjede to til de to allerede påbegyndte hangarskibe. Denne plan blev på grund af den anspændte økonomiske situation ikke til noget. I 1937 kunne der ikke igangsættes bygning af et eneste krigsskib. Overfor de højtsvævende planer tog bestanden af skibe sig ved årets slutning temmelig beskeden ud. Flåden bestod af tre lommeslagskibe, 6 lette krydser, 7 destroyere og 12 torpedobåde.

##### Z-planen
I 1938 blev der endelig gjort op bandlysningen af muligheden for en tysk-britisk konfrontation, hvorefter operationsafdelingen i flådens ledelse udformede et memorandum om mulighederne for at føre krig til søs mod Storbritannien Heraf fremgik det, at flåden ikke kunne bryde den forventede britiske blokade, og at det eneste mål for krigsførelsen til søs kunne bestå i en vedvarende chikane af den oversøiske britiske handel ved hjælp af langtrækkende lommeslagskibe og massiv anvendelse af ubåde. Fremtiden for de af Hitler foretrukne slagskibe blev kun behandlet i forsigtige vendinger i dokumentet, og i den efterfølgende drøftelse viste der sig den paradoksale situation, at stabschefen måtte slå fast, "at man ganske vist havde brug for denne skibstype, men at man ikke kunne komme til klarhed over, hvad den præcis skulle bruges til". Dette memorandum blev dog kun tildelt marginal betydning, og man udviklede efter flere gennemarbejdninger af planen et utopisk program, som bl.a. under navnet Z-planen skulle opnå en tvivlsom berømthed. Planen omfattede i sin endelige udformning i alt 10 slagskibe, 4 hangarskibe, 15 lommeslagskibe, 5 svære, 22 lette og 22 opklaringskrydsere, 68 destroyere og 249 ubåde. Programmet skulle være afsluttet i 1948, og slagskibene og hangarskibene med deres ekstremt lange byggetid blev i første omgang skubbet i baggrunden. Samtidig lod flådechefen det ikke blive ved denne eventyrlige vision, men foreslog udover en kraftig hjemmeflåde også etableringen af en flåde i udlandet, der skulle bestå af fire kampgrupper med hver en slagskrydser, svære krydsere og hangarskibe samt destroyere, ubåde og forsyningsskibe, som skulle kunne operere selvstændigt på verdenshavene. Ligesom hos hæren afslørede denne verdensfjerne plan flådeledelsens manglende forståelse for økonomien, for selv ved en stort set umulig færdiggørelse af planen ville man ikke have opnået paritet med de indtil da byggede allierede flåder. Da Raeder forelagde Z-planen for Hitler den 17. januar 1939, lykkedes det ham ikke at få gennemført en prioritering af bygningen af lommeslagskibe, da Hitler gav forrang til bygningen af de seks slagskibe af H-klassen, og gav ordre til at de skulle være færdige i 1944. Således blev der den 14. april afgivet ordrer på slagskibene "H" og "J" og den 25. maj 1939 på slagskibene "K", "L", "M" og "N". Ganske vist afspejlede det nu igangsatte slagskibsbyggeri ikke planerne for en krig til søs mod Storbritannien, men flåden var slået ind på den farlige vej til at blive en verdensmagt.

#### Økonomiske problemer
I lighed med de andre to værn var også flåden underkastet problemet med knapheden på stål. Udover disse forsyningsvanskeligheder var der også organisatoriske problemer, som viste sig ved, at flåden ganske vist efter Hitlers konference med værnscheferne den 5. november 1937 var blevet tildelt en forhøjelse af den månedlige kvota på stål fra 45.000 til 70.000 ton, men at værfterne slet ikke var i stand til at forarbejde disse mængder. I april 1938 lå forbruget kun på 53.000 ton. Endnu vanskeligere viste spørgsmålet om arbejdskraft sig at være, for personalemangelen i slutningen af 1938 kunne kun delvis dækkes af de i juli forordnede tjenesteforpligtelser, mens det øgede arbejdskraftsbehov til bygningen af slagskibe i 1939 slet ikke kunne dækkes. Desuden betød boligmangel for værftsarbejderne og de voksende tjenesteforpligtelser et dårligt arbejdsklima.
Det samlede skibsbyggeri slæbte sig af sted på grund af manglende forsyninger af stål og andre metaller, foruden den tydelige mangel på faglærte. En opstilling, der blev lavet til Raeder, viste, at siden byggestarten lå forsinkelserne på samtlige skibe på omkring 12 måneder, i værste fald endda på 22 måneder, selv om der blev investeret enorme midler i skibsbygningen:
| Midler anvendt til opbygning af Kriegsmarine |       |       |       |       |        |        |        |        |
| År                                           | 1932  | 1933  | 1934  | 1935  | 1936   | 1937   | 1938   | 1939   |
| Skibsbygning (i mio. RM)                     | 49,6  | 76,1  | 172,3 | 287   | 561,3  | 603,1  | 458,8  | 545,1  |
| Samlede flådebevillinger (i mio. RM)         | 187,4 | 311,8 | 496,5 | 695,1 | 1160,7 | 1478,5 | 1756,3 | 2389,9 |
| Procent (af flådebevillingerne)              | 26,4  | 24,5  | 34,7  | 41,3  | 48,4   | 40,8   | 26,1   | 22,8   |

Selv om der i 1939 blev brugt over 12 gange større bevillinger, kunne værfterne på grund af den af Versailles-traktaten pålagte pause ikke uden videre kompensere herfor. De stod overfor de særlige problemer ved bygning af krigsskibe og måtte først høste tidrøvende erfaringer. Således tog det Deutsche Werke i Kiel næsten fem år at bygge den tunge krydser Blücher fra ordren blev modtaget, til den kunne tages i brug. Den lette krydser Karlsruhe tog det 3½ år at bygge, og selv en destroyer tog næsten 3 år. Som ekstremt eksempel kan nævnes lommeslagskibet Deutschland, som det tog næsten 10 år at konstruere og bygge.

### Luftwaffes oprustning
Intet andet værn gennemførte en så rivende udvikling som Luftwaffe, der fra Versailles-traktatens totalforbud voksede til 4.000 fly ved fronten ved krigens udbrud. Det skyldtes i starten, at det ikke havde stivnede traditioner, som skulle følges, samt den politiske vægt, som dets chef, Hermann Göring kunne bidrage med. Oprustningen i luften var også baseret på fundamentet i Andet rustningsprogram fra sommeren 1932, hvori der kun regnedes med opstilling af rene uddannelsesenheder i 1933/34 og frem til 1937 med opbygning af 21 eskadriller med 150 kampfly (78 rekognosceringsfly, 54 jagerfly og 18 bombefly). De startvanskeligheder, som Luftwaffe måtte slås med, ses ikke kun derved, at det ikke havde en organisationsstruktur at falde tilbage på, men også ved at den personkreds, som var knyttet til militær luftfart, var særdeles begrænset. Således var der i 1933 kun 76 officerer i Reichsluftfahrtministerium, og de flyvende enheder bestod af 3 camouflerede "reklameeskadriller", som var blevet oprettet i 1930 og udelukkende var udrustet med biplaner. I starten stod der 550 kvalificerede flyveofficerer til rådighed, hvoraf 220 var uddannet i Lipezk i Sovjetunionen.

#### Oprustning i luften
Det tidligste memorandum om de grundlæggende spørgsmål indenfor luftkrigsførelsen hed "Die deutsche Luftflotte" og blev udarbejdet af direktøren for Lufthansa, Dr. Robert Knauss, og det blev i maj 1933 forelagt viceministeren i Reichluftfartministerium. Knauss gik ud fra, at Tysklands stormagtsstilling kun kunne etableres ved en øjeblikkelig opbygning af en flåde af bombefly og hævdede, at bygningen af to panserkrydsere under de nuværende magtforhold ikke ville ændre noget, men at man for de samme penge kunne bygge 400 bombefly, hvilket ville udgøre et vældigt afskrækkelsesmiddel (oprindelig overfor Frankrig og Polen). Trods den af Milch udtalte enighed med memorandummet blev teorierne kun uvelkomment medtaget i det første officielle program for oprustning i luften fra juni 1933, som indtil efteråret 1935 forudså opstilling af 600 kampfly i 51 eskadriller. Tyngdepunktet lå ganske vist entydigt i den planlagte opstilling af 27 bombeeskadriller, men alligevel bestod bomberflåden ikke af de af Knauss ønskede flytyper, og ligeledes blev den ønskede størrelsesorden ikke nået, for i stedet for de af ham forlangte 400 bombefly skulle kun 250 være klar til indsats i efteråret 1935. Et tidligere formuleret program med i alt 1.000 fly i året 1934 blev anset for urealistisk, da det oversteg produktionskapaciteten.

##### Udbygning af kapaciteten
Den manglende kapacitet i den tyske flyindustri i starten var et alvorligt problem, som dels skyldtes den økonomiske krise og dels finansieringsvanskeligheder i branchen. Således var der i starten af 1933 kun knap 4.000 ansatte på flyfabrikkerne. De vigtigste fabrikker var dengang Junkers i Dessau, Heinkel og Arado i Warnemünde, BFW/Messerschmitt i Augsburg, Focke-Wulf i Bremen og Dornier i Friedrichshafen. Først med den i juni på ministerkonferencen opnåede finansieringssikkerhed med Mefo-vekselen fik branchen en vækstfinansiering, som medførte en kraftig stigning i beskæftigelsen. Samtidig blev flyindustrien af luftfartsministeriet opfordret til at bygge nye fabrikker, som blev støttet med kreditter, og ved opbygning af et investeringsselskab som investerede i flyindustrien. Således voksede beskæftigelsen på knap seks år til det 50-dobbelte:
- 1933: 4.000
- 1934: 16.870
- 1935: 59.600
- 1936: 110.600
- 1937: 167.200
- 1938: 204.100

Også rationaliseringerne blev gennemført på initiativ fra luftfartsministeriet. Således meddelte man virksomheden Junkers, at man i året 1934 regnede med at ville bestille 179 fly af typen Ju 52. Efter at man i 1932 kun havde fremstillet 18 fly af denne type, udviklede man samlebåndsmetoder for at opnå den nødvendige produktionsstigning, hvorved Junkers styrede underleverandører, som fremstillede dele, og kun gennemførte slutmontagen i hovedfabrikken i Dessau.

##### Luftoprustningsprogram 1934
Trods erkendelse af vigtigheden af en strategisk luftkrig blev tyngdepunktet allerede tidligt lagt på et taktisk luftvåben, da man troede, at man med tomotorede bombefly kunne modstå et eventuelt angreb fra de mulige modstandere Frankrig og Polen. Da kapaciteten samtidig umuliggjorde produktion af svære og middelsvære bombefly, var en ny rustningsplan nødvendig. Som følge heraf blev der den 1. juli 1934 vedtaget et nyt produktionsprogram, som for en pris på 10,5 mia. RM rummede anskaffelse af 17.015 fly af alle typer frem til marts 1938. Planen omfattede i alt 5.112 kampfly:
- Jagerfly: 2.225
- Bombefly: 2.188
- Styrtbombefly: 699
- Rekognosceringsfly: 1.559
- Træningsfly: ca. 10.000

Det store antal træningsfly gjorde det tydeligt, at Luftwaffes ledelse på dette tidspunkt endnu lagde stor vægt på uddannelse af konsolidering af værnet. I den første fase skulle der indtil efteråret 1935 bygges omkring 4.000 fly, hvilket svarede til en firedobling af produktionen på kort tid. I slutningen af 1934 var der allerede leveret knap 2.000 fly, hvilket betød, at man kun var 6 % bagud i forhold til planen og betød, at industriplanlæggerne i luftfartsministeriet havde præsteret et mesterstykke i planlægning. På tidspunktet, hvor Hitler præsenterede Luftwaffe for offentligheden i marts 1935, rådede Luftwaffe over ca. 2.000 fly, heraf 800 kampfly. Trods det var man også i luftfartsministeriet klar over, at det i de fleste tilfælde drejede sig om forældede modeller. Således var de indtil videre udleverede 270 bombefly overgangsfly af typen Ju 52 og Do 11. De 100 jagerfly var biplaner af typerne Ar 64 og Ar 65. Chefen for udviklingsafdelingen i luftfartsministeriet, major Wolfram von Richthofen, udtrykte den daværende holdning præcist, idet han udtalte: det nogenlunde brugbare er bedre end ingenting. De nye mellemdistancebombefly Do 17, He 111 og Ju 87 havde endnu en til dels langvarig udviklingsfase foran sig. I starten var der flaskehalsproblemer ved fremstillingen af motorer, da kun Junkers havde deltaget i videreudviklingen i 1920'erne, og virksomhederne Daimler-Benz og BMW først måtte samle erfaringer. Således kom det frem til midten af 1936 til flere udvidelsesprogrammer, der havde til formål at gennemføre teknologiskiftet, uden det derved gik ud over produktionskapaciteten. Industrien viste sig forholdsvis fleksibel, og forandringerne kunne fuldt ud gennemføres i løbet af 1937.

##### Den ændrede oprustning fra 1936
Trods vanskelighederne, som fulgte af den hurtige opbygning, var årene 1933 til 1936 præget af et effektivt samarbejde mellem de ledende personer i luftfartsministeriet, for Göring, som beklædte et utal af poster, lod sine kompetente medarbejdere Erhard Milch, Wilhelm Wimmer og Walther Wever få stort set frie hænder. Hertil kom, at den hidtidige oprustning var præget af en fornuftig planlægning, som i modsætning til de andre to værn tog hensyn til de økonomiske faktorer. Trods det, at tyngden lå på de taktiske bombefly, blev betydningen af de strategiske anvendelser ikke overset, for Wever erklærede allerede i 1935 som chef for Luftkommandoamt, at Luftwaffes opgaver lå i offensiven mod "fjendens kampkraft, altså mod det fjendtlige luftvåben og derpå den fjendtlige hærs kraftkilder" og udarbejdede derfor retningslinjer for den videre udvikling af et strategisk bombefly.
Göring erkendte mistroisk sine overordnede officerers succes, men da Wevers døde den 3. juni 1936 indledtes en ny æra i Luftwaffe. Göring blandede sig herefter mere i sagerne og begyndte at spille de tre øverste Luftwaffe-officerer ud imod hinanden. Som efterfølger for Wevers udpegede han generalløjtnant Kesselring, der som chef for Luftwaffes forvaltningskontor var ekspert i organisationsspørgsmål, men i den nye post som chef for generalstaben (indtil 2. juni 1937 Luftkommandoamt), var han ikke noget heldigt valg. Samtidig blev generalstaben nu direkte underlagt Göring. Dermed blev Milchs opgave som stedfortrædende øverstkommanderende for Luftwaffe i det daglige arbejde i praksis afsluttet, da han herefter kun tog over fra Göring i faktiske nødstilfælde.
Den største fejltagelse var udskiftningen af chefen for det tekniske kontor, general Wimmer med Görings tidligere flyverkammerat Ernst Udet, der senere endda blev forfremmet til Generalluftzeugmeister. Udet havde ganske vist stor erfaring med at flyve, men havde hverken tekniske eller organisatoriske evner. På det tekniske område kom det nu indimellem til graverende ændringer. Udviklingen af et strategisk bombefly blev sat i anden række og der blev herefter lagt vægt på evnen til at fungere som styrtbombefly, hvorved Udet forventede at opnå en større træfsikkerhed. Den groteske konsekvens var, at fremtidige bombefly skulle kunne fungere som styrtbombefly, således også den tunge He 177 og det lovende Ju 88. De i 1937 påbegyndte overvejelser over en moderniseringsfase, som skulle gennemføres frem til 1940, hvor de daværende typer såsom He 111, Do 17 og Ju 86 skulle erstattes af forbedrede typer blev ikke til noget, da dette ville betyde et graverende indgreb i den bestående serieproduktion og da man regnede med at omstillingen af fabrikkerne ville tage op til ni måneder af gennemføre.
For at forenkle de efter hans mening komplicerede produktionsprocesser fik Udet den idet, at man skulle bygge en enhedscelle med en enhedsmotor, hvilket i betragtning af de forskelligartede anvendelser i luftkrigsførelsen og hastigheden i den tekniske udvikling var en tanke fjernt fra virkeligheden.

##### Koncentreret program for oprustning i luften
Efter den af Hitler som nederlag opfattede Münchenkonference bekendtgjorde Göring den 14. oktober 1938, at i betragtning af de internationale spændinger skulle der gennemføres et enormt oprustningsprogram, der skulle føre til en femdobling af Luftwaffes størrelse. I denne sammenhæng talte han om en generalmobilisering af de økonomiske ressourcer, uden at komme ind på, hvorledes dette mere præcist skulle foregå. Efter denne proklamation fremlagde Luftwaffes generalstab i slutningen af oktober et "Koncentreret luftoprustningsprogram", som omfattede forøgelsen af flystyrkerne til 20.000 fly frem til foråret 1942 med følgende fordeling:
- 41 bombeflyseskadrer (8.250 fly, inkl. 1 jagerbombereskadre)
- 16 jagerflyseskadrer (3.000 fly)
- 16 tunge jagerflyseskadrer (3.000 fly)
- 12 styrtbombeeskadrer (2.000 fly)
- 10 eskadrer maritime fly (2.000 fly)
- 43 rekognosceringseskadriller (750 fly)
- 36 hangarskibseskadriller (500 fly)
- 4 transporteskadrer (500 fly)

Selv om Luftwaffes ledelse hovedsagelig regnede med at yde støtte til hæren og beskyttelse af det hjemlige luftrum, blev den strategiske luftkrigskomponent ikke fuldstændig overset, for i rustningsplanen var indeholdt opbygning af fire eskadrer med omkring 500 Heinkel He 177 langdistancebombefly, men de utilfredsstillende motorer, den uafklarede brændstofsituation og fuldt udnyttet produktionskapacitet tillod ikke en produktion og dermed ikke en opstilling af en strategisk luftflåde.

#### Økonomiske problemer
Den aktuelle råstofsituation gjorde et sådant utopisk program uaktuelt fra starten. Således kom selv det tekniske kontor til det resultat, at en sådan produktionsstigning ikke kunne gennemføres og at man for at kunne opretholde en sådan luftflådes kampevne under en tænkt krig i 1941 havde behov for flybrændstof i sådanne mængder, at en opfyldning af de nødvendige – ikke eksisterende – lagertanke ville kræve import af 85 % af den på daværende tidspunkt eksisterende produktion af flybenzin på verdensmarkedet. Udover den inkompetente ledelse kom der nu den almindelige knaphed på råstoffer. Således kunne allerede i 1937 kun en tredjedel af stålbehovet dækkes, hvorfor det trods forbedring af forsyningssituationen på grund af at Göring var befuldmægtiget i fireårsplanen, kom til en produktionsnedgang i 1938. Den politiske ledelses forsøg på at overvinde den daværende stagnation med alt for store fordringer, måtte give bagslag ved en så kompliceret sag som oprustning i luften. Som et eksempel er nævnt den
forhastede uddannelse, hvorved alene fra maj 1939 til krigens start 281 piloter mistede livet og 76 blev alvorligt kvæstet.
De ændrede politiske betingelser havde også en negativ indflydelse. Storbritannien tegnede til at blive en ny modstander, som man frem for alt ikke var teknisk forberedt på. Den manglende uddannelse af besætningerne i de særlige betingelser som en indsats mod de Britiske øer ville medføre, den ringe rækkevidde og forholdsvis beskedne kampstyrke af de til rådighed stående taktiske bombefly tydede på, at man ikke i tilstrækkelig grad var forberedt på en sådan kamp.
Således havde den frem for alt i Storbritannien mistroisk betragtede opbygning af Luftwaffe frembragt en international risiko, som Luftwaffe selv ikke mere kunne klare.

## Organisation af rustningsindustrien
Ved en analyse af den af nationalsocialisterne fremførte påstand om at deres førerstat var de foragtede vestlige demokratier langt overlegen, når det drejede sig om mobilisering af våbenindustrien, kan man kun komme til den slutning, at netop deres ledelsesstil førte til ineffektivitet i økonomien, hvilket først blev overvundet i 1942 da Albert Speer overtog styringen. Ganske vist var de ansvarlige klar over, at en fremtidig krig i lighed med første 1. verdenskrig ville blive en langvarig blokade- og udmattelseskrig, og at det var nødvendigt at man anskaffede tilstrækkelige reserver og koncentrerede sig stærkere om fremstilling af militære produkter på bekostning af civil produktion for at kunne holde ud tilstrækkeligt længe; men den heraf følgende konsekvens, at kun med en streng centralisering af beslutningerne ved indsættelse af en økonomisk diktator kunne give håb om den ønskede sejr, blevet ikke fulgt. I stedet blev der til stadighed opbygget nye institutioner, som stod i vejen for eller endda bekæmpede hinanden:
- I 1935 blev der med "Reichsverteidigungsgesetz" besluttet at indføre en generalbefuldmægtiget for krigsøkonomien. Denne havde dog kun indflydelse på de krigs- og livsvigtige virksomheder. Ansvaret for de rene våbenfabrikker blev hos Wehrmacht.
- Det hurtigt voksende krigsøkonomi og rustningskontor under OKW, som blev ledet af general Georg Thomas forsøgte til stadighed at få kontrol over den samlede økonomi. Dog ville Thomas som soldat etablere en "militærisk kommandoøkonomi", hvor allerede undersøgelsesrapporter, som Reichswehr havde beslaglagt i 1923, var kommet til den ødelæggende dom over et økonomisk militærbureaukrati.
- Med institutionen for Fireårsplanen, som ved indsættelse af stadig nye generalbefuldmægtigede og omhyggeligt afskærmede specialområder blev til en selvstændig rustningsorganisation opstod en stærk konkurrence til den generalbefuldmægtigede for krigsøkonomien.
- Et yderligere kompromis blev vedtaget i 1938 ved revisionen af Reichsverteidigungsgesetz hvorefter ledelsen af økonomien i krigstilfælde skulle overgå til erhvervsministeren (Reichswirtschaftsminister) som generalbefuldmægtiget for økonomien. Denne post blev i lighed med den generalbefuldmægtigede for krigsøkonomien blev senere afskaffet.
- Ledelsen af alle krigsforberedelserne skulle overtages af det nyoprettede "Reichsverteidigungsrat", som Göring skulle være formand for. Opgaverne i tilfælde af krig forblev imidlertid uklare. Rådet samledes kun nogle få gange og tog aldrig nogen vigtige beslutninger.
- Hvert af værnene havde sin egen rustningsorganisation, som uafhængigt af hinanden gennemførte udviklingsprojekter og bestilte krigsudstyr: Det 5.000 mand store "Heereswaffenamt", "Marinewaffenhauptamt" og "Generalluftzeugmeister". Der fandtes ikke noget centralt sted til fastlæggelse og fordeling af rustningsopgaverne.

Således voksede antallet af klager fra industrien over den yderst komplicerede våbenøkonomiske organisation, som gjorde planlægning omtrent umulig. På grund af de mange instanser kom det til stadige ændringsønsker, som forsinkede og fordyrede produktionen. Hertil kom at en rigoristisk håndteret priskontrol ikke gav virksomhederne nogen økonomisk fordel af at rationalisere. En masseproduktion blev heller ikke tilstræbt af de militære ledere, da man mente at forudsætningen for en sejr lå i anvendelsen af våben af høj kvalitet, hvorfor man godtog det store forbrug af mangelvarer og arbejdstimer. Den manglende rationalisering viste sig f.eks. ved at der inden krigen var 136 typer personbiler og 364 typer lastbiler, hvoraf der blandt de sidste kun var en fjerdedel, som var udstyret med de robuste dieselmotorer, som også havde et lavt brændstofforbrug. Selvom Tyskland gennem en række tiltag opnåede den højeste vækst i bilproduktionen var Tyskland i 1939 på listen over biler i forhold til indbyggertallet kun på en 15. plads. På grund af produktionssituationen måtte der tages lastbiler fra de civile beholdninger, men de opfyldte i reglen ikke de militære krav og deres vedligeholdelse førte på grund af det store antal modeller til logistiske problemer.
På denne baggrund var der ikke plads til kvalitative forbedringer, hvilket bl.a. tydeliggøres af det til dels forældede materiel, som endnu i 1939 blev bestilt. I første omgang holdt man sig tilbage fra at indføre nye våbentyper, da dette ville medføre et fald i produktionen på grund af omlægning af produktionen.
| Bestilte antal våben til hæren for året 1939 |           |                        |        |                      |        |
| Karabin K98                                  | 1.143.182 | Morter (34 + 36)       | 11.227 | Panzer II            | 537    |
| Pistol 08                                    | 139.224   | 10 cm Nebelwerfer      | 155    | Panzer III           | 2.087  |
| Pistol 38                                    | 410.600   | let infanterikanon 18  | 755    | Panzer IV            | 533    |
| MG 34                                        | 61.998    | Tung infanterikanon 33 | 413    | Pz.Kpfwg. 38 (t)     | 475    |
| 20 cm Flak 30                                | 2.804     | Bjergkanon 36          | 272    | Panzerkommandovogn   | 190    |
| 20 cm kampvognskanon 30                      | 761       | Let feltartilleri 18   | 120    | Panzeropklaringsvogn | 938    |
| 3,7 cm antitankkanon                         | 3.286     | Let felthaubits 18     | 1.784  | Let lastbil          | 9.959  |
| 3,7 cm kampvognskanon                        | 1.749     | Tung felthaubits 18    | 1.017  | Middeltung lastbil   | 18.946 |
| Tung antitankkanon                           | 260       | 15 cm Kanon 18         | 125    | Tung lastbil         | 3.000  |
| 7,5 cm kampvognskanon                        | 676       | 21 cm morter 18        | 564    | Artilleritraktor     | 6.997  |

Den vel største forhindring indenfor rustningsøkonomien var den ekstremt bureaukratiske råstoffordeling, som blev det vigtigste styringsorgan i krigsøkonomien. Men fejl ved behandlingen af de næsten uoverskuelige datamængder, katastrofale virkninger af de mindste svingninger i en mangelstyring og de talløse specialtilladelser betød at dette system til sidste slog fejl.
At rustningsøkonomien trods den organisatoriske forvirring ikke oplevede store nedgange i de producerede mængder skyldtes virksomhedernes selvstændige handlemåde, som allerede i egen interesse ignorerede de ofte selvmodsigende forordninger og hamstrede råstoffer og arbejdskraft.
Man udviklede en stor fleksibilitet i at indstille sig efter bureaukratiet og når de leverede råvarer ikke slog til blev de militære ordrer udskudt eller man skiftede over til civil produktion.
| Fordeling af industriens produktion i procent (Total = 100) |      |      |
| Grupper                                                     | 1938 | 1939 |
| Råstoffer                                                   | 21   | 21   |
| Rustningsgoder                                              | 7    | 9    |
| Byggeri                                                     | 25   | 23   |
| Investeringsgoder                                           | 16   | 18   |
| Forbrugsgoder                                               | 31   | 29   |

Bemærkelsesværdigt atypiske træk viste regimet ved belastningen af civilbefolkningen. Således blev en omstilling til total krigsøkonomi ikke gennemført på grund af en i sidste ende ubegrundet frygt for utilfredshed i befolkningen. Omsorgen for hjemmefronten fik nationalsocialisterne til at vige tilbage fra at gennemføre nødvendige indgreb, såsom virksomhedslukninger eller en – af militæret kraftigt krævet – reduktion af den civile produktion. For at efterkomme krav fra den socialrevolutionære del af partiet om at støtte middelstanden blev der endvidere besluttet en decentralisering af produktionen, hvilket gjorde en overordnet planlægning og styring stadig sværere og forøgede det allerede eksisterende transportproblem. På den anden side kunne den forhåndenværende maskinpark ikke effektivt udnyttes, da den tydeligt stigende mangel på arbejdskraft ikke tillod produktion i skiftehold. At afhjælpe dette problem ved at indsætte kvinder i produktionen var direkte i modstrid med den nationalsocialistiske ideologi og den statslige familieunderstøttelse fjernede enhver tilskyndelse til kvindelig erhvervsudøvelse.
Man kunne ikke tale om nogen klar befalingsmagt med stram styring af hele økonomien eller om et tæt samarbejde mellem samtlige forvaltninger. En afstemning af civil og militær planlægning fandtes slet ikke. I det komplekse fletværk af en økonomi måtte hang til styring, kompetencestridigheder, gammeldags militær tankegang og irrationelle politiske indgreb nødvendigvis føre til uhensigtsmæssigheder og tab på alle niveauer. Man evnede på ingen måde at omstille sig hurtigt til kravene fra en industrialiseret krig i samme grad som de vestlige demokratier, som i reglen udviste en større grad af enighed og samarbejdsevne. I lighed med under 1. verdenskrig skulle der først alvorlige militære tilbageslag til, før der blev gennemført en dybtgående ændring af krigsøkonomien.

### Karakteristik af rustningskoordinationen
Oprustningen af Wehrmach, som på grund af propagandaen blev opfattet som velorganiseret i udlandet,
var i virkeligheden en ukoordineret udvidelse af de enkelte værn, hvor de enkelte værns rustningsprogrammer blev planlagt uden at konsultere de andre værn. Et samlet oprustningsprogram for de tre værn, som var ubetinget nødvendigt i en så kompleks sag, eksisterede ikke. Denne manglende koordination skyldtes den uoversigtlige organisationsstruktur i den politiske og militære ledelse. I Hitlers polykrati bredte der sig et bureaukrati med overlappende kompetencer, som umuliggjorde ethvert overblik. I førerstaten var der i en vis forstand ingen ledelse. Så vidt det vides har Hitler frem til krigens udbrud aldrig udstedt en anordning, som omfattede hele Wehrmachtområdet og dermed lod ane en koordination af de enkelte rustningstiltag. Et andet tungtvejende problem var den militære ledelses undladelse af at ind i det gennem industrialiseringen radikalt ændrede forhold til erhvervslivet. På grund af de nye perspektiver og Hitlers fantasterier var størstedelen af de ansvarlige så blændede, at det økonomiske grundlag for oprustningen ikke blev tildelt den fornødne opmærksomhed og de grundlæggende forudsætninger blev ganske enkelt skubbet til side. Ved en oprustning, som var befriet for alle hæmninger, syntes alting muligt. Således gennemførtes den oprustning, som Hitler betragtede som den vigtigste forudsætning for genoprettelsen af Tysklands stormagtsstatus uden nogen form for systematik.

### Finansiering af oprustningen
Militærudgifterne steg hurtigt så voldsomt, at det ikke længere var muligt at dække dem med skattebetalingerne. De enorme rustninger kunne kun finansieres gennem statslig låntagning. Et af de vigtigste instrumenter var den såkaldte Mefo-veksel. Til det formål grundlagde fire vigtige virksomheder det "Metallurgische Forschungsgesellschaft" (Mefo), der som dækvirksomhed accepterede de af rustningsvirksomhederne udstedte veksler. Disse veksler, som blev garanteret af staten, blev diskonteret i Reichsbank for at undgå en for hurtig, og af staten fra 1939 ikke længere gennemførlig, indløsning. Indtil 1938 blev der udstedt veksler i en størrelsesorden på 12 mia. RM, og fiskalt set var de en kredit fra rustningsindustrien til Riget. Mellem 1934 og 1936 dækkede Mefo-vekslerne omkring halvdelen af rustningsudgifterne. Samlet set var det frem til 1939 omkring 20 %. Desuden blev rustningerne finansieret gennem en udvidelse af pengemængden og udstedelse af skatkammerbeviser. En yderligere tilgang af likviditet stammede fra den i takt med den økonomiske genopretning stigende opsparing i befolkningen, som bankerne af mangel på alternativer og ofte uden sparernes viden placerede i langfristede statspapirer.
Den politiske ledelse anså rustningsfinansieringen for at være et sekundært problem, så udover den i januar 1939 afskedigede præsident for Reichbank Hjalmar Schacht var der kun få kritikere, som pegede på den stigende fare for inflation og den voksende gæld. Således udgjorde den samlede statsgæld i slutningen af 1938 omkring 40 mia. RM. Ved krigens udbrud var der udover 500 mio. RM ingen guld eller valutareserver længere til rådighed. I modsætning hertil havde England og Frankrig reserver på 6,8 mia. USD, hvilket omregnet i købekraft svarede til omkring 27 mia. RM.
Rustningsudgifterne, som da de ikke altid kan adskilles i direkte og indirekte udgifter varierer i størrelsen, men udgør følgende:
| Oversigt over de forskelligt opgjorte rustningsudgifter i Tyskland (i mia. RM) |                                         |                                            |                            |                                 |                                        |                                    |                     |
| År                                                                             | W. Boelcke Die Kosten von Hitlers Krieg | W. Fischer Wirtschaftspolitik Deutschlands | A. Schweitzer Big Business | B. Carroll Design for total War | D. Eichholtz Deutsche Kriegswirtschaft | Finanzminister Schwerin v. Krosigk | beregnet gennemsnit |
| 1932                                                                           |                                         | 0,6                                        |                            | 0,8                             |                                        | 0,6                                | 0,7                 |
| 1933                                                                           | 1,9                                     | 0,7                                        |                            | 1,9                             | 1,5                                    | 0,7                                | 1,34                |
| 1934                                                                           | 4,1                                     | 4,2                                        | 4,4                        | 4,1                             | 2,8                                    | 3,7                                | 3,9                 |
| 1935                                                                           | 5,5                                     | 5,5                                        | 5,9                        | 6,0                             | 5,5                                    | 5,3                                | 5,6                 |
| 1936                                                                           | 10,3                                    | 10,3                                       | 10,7                       | 10,8                            | 11                                     | 9,6                                | 10,4                |
| 1937                                                                           | 11,0                                    | 11,0                                       | 14,5                       | 11,7                            | 14,1                                   | 10,9                               | 12,2                |
| 1938                                                                           | 17,2                                    | 17,2                                       | 20,3                       | 17,2                            | 16,6                                   | 16,3                               | 17,5                |
| 1939                                                                           | 11,9                                    | 32,3                                       | 13,9                       | 30,0                            | 16,3                                   |                                    | 14,0                |
| Sum                                                                            | 61,9                                    | 81,2                                       | 69,8                       | 81,7                            | 67,8                                   | 46,5                               | 66,5                |

Noter til oversigten over rustningsudgifterne
1. ↑  Udgifter indtil krigens begyndelse
2. ↑  Fra april til krigens begyndelse
3. ↑  Fra april til krigens begyndelse
4. ↑  Indtil krigens begyndelse
5. ↑  Dette tal kan ses som det præcist beregnede sum af Wehrmachts direkte rustningsudgifter indtil krigens udbrud. De ofte nævnte 90 mia. RM, som Hitler omtalte i sin tale i rigsdagen den dag krigen brød ud var propaganda.
6. ↑  1933-1939. Som indirekte rustningsudgifter kan medregne yderligere 3-4 mia. RM.
7. ↑  April 1934 til krigens begyndelse.  Her kan man tilsvarende medregne yderligere rustningsudgifter i størrelsesordenen 3-4 mia. RM dazurechnen.
8. ↑  1933-1939
9. ↑  1933 til krigens udbrud. Medregner man desuden udgifter for delstater og kommuner til oprustningen får man en sum på 78 mia. RM.
10. ↑  1933-1938. Tallene fra finansministeren kan man alt efter omstændighederne anse for at være vor lavt ansat, på grund af selvretfærdiggørelse.
11. ↑  Gennemsnit af spalte 1,3 og 5, som omfatter tidsrummet fra 1933 til krigens begyndelse.

## Wehrmacht ved krigens udbrud
Den tyske Wehrmacht var en meget forskelligartet størrelse ved krigens udbrud. Det er et faktum, at "Wehrmacht, som gennem en centralt organiseret proces var blevet udstyret med de mest moderne våben, som formentlig let kunne besejre de omkringliggende lande", ikke eksisterede. Opbygningen var ikke afsluttet i 1939. Det er også ubestrideligt, at Wehrmacht fra sin grundlæggelse til krigens udbrud var vokset i med en krigshistorien enestående fart til en enorm styrke. I alt omfattede styrken 4.556.000 mand ved krigens udbrud, der fordelte sig på:
- 3,7 mio. mand i hæren Heer,
- 677.000 mand i luftvåbenet Luftwaffe,
- 150.000 mand i flåden Kriegsmarine og
- 23.000 mand i Waffen-SS

Imidlertid var der graverende forskelle mellem den numeriske styrke og kvaliteten af de kæmpende. Således bestod hæren, som ifølge den tyske krigsdoktrin skulle bære den største byrde i kampene kun af 730.000 aktive og fuldt uddannede soldater. I flåden var der 78.000 og i Luftwaffe 332.000 mand. Uddannelsesstatus var som følger:
| Aktive tropper Professionelle / Værnepligtige | Reserve I Årgang 1914 og yngre | Reserve II Årgang 1913 og ældre | Krigsveteraner Landwehr (årgang 1894-1900) | Endnu ikke uddannede Årgang 1906/07 og 1918/19 | Wehrmacht-samlet styrke |
| --------------------------------------------- | ------------------------------ | ------------------------------- | ------------------------------------------ | ---------------------------------------------- | ----------------------- |
| 1.131.000                                     | 647.000                        | 770.000                         | 1.200.000                                  | 808.000                                        | 4.556.000               |

Sammen med ordenspoliti, havnepoliti, hjælpepoliti (SDH), luftbeskyttelsestjeneste (LSD), forstærket postbeskyttelse, vagtværn fra SS, teknisk katastrofehjælp, grænsetropper og den forstærkede grænsebevogtningstjeneste (VGAD) var omkring 6 mio. personer indsat i militæret og beskyttelse af rigsområdet.

### Hæren
Den voldsomme stigning fra 100.000 mands hæren i Versailles-traktaten til den indsatsparate hær i fredstid fremkom således:
- Efterår 1934: 250.000 mand (21 infanteri- og 3 kavaleridivisioner)
- Efterår 1935: 400.000 mand (24 infanteri-, 3 panser og 2 kavaleridivisioner)
- Efterår 1936: 520.000 mand (36 infanteri- og 3 panserdivisioner)
- Efterår 1937: 550.000 mand (32 infanteri-, 4 motoriseret infanteri- og 3 panserdivisioner)
- Efterår 1938: 570.000 mand (Mobiliseringafsnit 1938 blev overført til foråret 1939)
- Sommer 1939: 730.000 mand.

Ved krigens begyndelse havde felthæren en styrke på 2.758.000 mand. De planlagte 43 divisioner ifølge augustprogrammet stod overfor 52 divisioner som fordelte sig på 35 infanteri-, 4 motoriserede infanteri-, 6 panser-, 4 lette- og 3 bjergdivisioner. Hertil kom de til 51 infanteridivisioner som skulle mobiliseres til krigshæren, så de 102 projekterede divisioner nu var blevet til 103. De 3,7 mio. mand fordelte sig på :
- 2.758.000 mand i felthæren,
  - 2.108.000 mand i kampenheder
  - 223.000 mand i stationære grænse- og fæstningstropper
  - 427.000 mand konstruktionstropper(disse fortrinsvis uuddannede og ubevæbnede tropper blev i 1939 flyttet fra Reichsarbeitsdienst og underlagt hæren)
- omkring 1 mio. mand i reservehæren og
- 23.000 mand i Waffen-SS (SS-Verfügungstruppe blev den 19. august 1939 underordnet hærens øverstbefalende).

Den materielle udrustningsgrad, som ikke på alle punkter kan ligestilles med indsatsberedskabet, var som følger:
| Hærens udrustningsgrad i efteråret 1939 |               |                             |            |                          |            |
| Pistoler (08 und 38)                    | 630.000       | Let morter 36               | 5.062      | Panzer I                 | 1.305      |
| Karabiner 98k                           | 2.569.300     | Tung morter 34              | 3.959      | Panzer II                | 991        |
| MP 38/40                                | 5.711         | Nebelwerfer 10 cm und 15 cm | 179        | Panzer III               | 151        |
| Maskingeværer                           | 103.300       | Let infanterikanon          | 2.931      | Panzer IV                | 143        |
| Panzerrifler (38,39,41)                 | 62            | Svær infanterikanon         | 367        | Pz.Kpf.Wg. 35(t)         | 125        |
| 2 cm Flak 30                            | 895           | Bjergkanon                  | 213        | Pz.Kpf.Wg. 38(t)         | 122        |
| 3,7 cm Flak                             | 63            | Let feltkanon 18            | 20         | Observ.- / Kommandovogn  | 1.076      |
| 3,7 cm Pak                              | 10.560        | Let felthaubits             | 4.919      | Artilleritraktorer       | 5.200      |
| 4,7 cm Pak (t)                          | -             | Svær felthaubits 18         | 2.434      |                          |            |
| Pak 38                                  | -             | 10 cm kanon 18              | 400        |                          |            |
|                                         |               | 15 cm kanon 18              | 25         |                          |            |
|                                         |               | Tungeste artilleri          | 47         |                          |            |
| Infanteri-ammunition                    | 6.665.459.000 | Artilleri-ammunition        | 29.363.000 | Panser og Pak-ammunition | 35.793.000 |

Et graverende problem, som først blev tydeligt senere i krigen, drejede sig om reserverne. Da kaserneinfrastrukturen og det forhåndenværende uddannelsespersonale ikke tillod samtidig uddannelse af flere årgange betød manglen på uddannede reserver alvorlige problemer under en længerevarende krig. Ved krigens begyndelse havde man ganske vist tilstrækkelige reserver i aldersgruppen mellem 35-45 år, som dog kun kunne indsættes i sikringsstyrker og indre områder. En nævneværdig erstatning for aldersgruppen mellem 18 og 35 år var derimod ikke til rådighed. Et andet forhold, som også ramte flåden og Luftwaffe var manglen på specialister. På grund af mekaniseringen af militæret krævede det stadig mere komplicerede udstyr særligt uddannet personel til betjening og vedligeholdelse, men de var ligeså efterspurgt i våbenindustrien. Af denne årsag blev kravene til erstatningspersonel sænket allerede ved krigens udbrud, så selv de, som var udstødt i vanære (men ikke delvise jøder), kunne genindtræde.
Som følge af mangel på materiel og den vekslende uddannelsesstand kunne ikke alle divisioner opstilles i samme styrke og sammensætning og udrustes med samme våben. Således bestod de 51 divisioner, som manglede at blive mobiliseret i sommeren 1939 af tre forskellige typer, såkaldte bølger (Wellen), som adskilte sig enormt i kampkraft. Den materielle udrustning og kampkraften i 3. og 4. bølge var så ringe at de hovedsagelig blev indsat som stationære divisioner eller som reserveenheder. Selv de 35 divisioner fra fredstidshæren i 1. bølge var ved krigens udbrud endnu ikke alle oppe på fuld styrke.
Desuden var lagrene af ammunition, reservedele og andre forsyninger utilstrækkelige. Fredshæren kunne ganske vist i nogen grad udstyres med den nødvendige udrustning, men den af OKW krævede ammunitionsbeholdning til fire måneders krig for krigshæren var langt fra nået. Det der manglede i at nå op på disse fire måneders forråd udgjorde af de følgende ammunitionstyper:
- Infanteriammunition: 60 %
- 2 cm Flak- hhv. kampvognsammunition: 70 hhv. 95 %
- Morterammunition: 90 %
- Infanterikanonammunition: 70 %
- Let felthaubitsammunition: 60 %
- Tung felthaubitsammunition: 45 %.

At der efter krigens begyndelse – hvad dele af militærledelsen havde ventet – ikke indtraf en mangel på ammunition, skyldtes den uventet hurtige afslutning på de indledende Blitzkrieg-felttog og det dermed yderst ringe ammunitionsforbrug.

### Flåde
I modsætning til hæren havde flåden ingen problemer med at dække behovet for officerer. Officerskorpset bestod i 1933 af 1.100 officerer og var ved krigens begyndelse vokset til 4.400. Personellet udgjorde i starten af 1933 15.000 mand, og var frem til krigens begyndelse vokset til 78.000 – en femdobling. Ved i løbet af sommeren gennemførte trinvise mobilisering var den samlede styrke ved krigens begyndelse vokset til 150.000 mand. Den langsomme opbygning af den utilstrækkelige skibsbestand foregik således:
|                   | Slagskibe | Panserskibe | Svære krydsere | Lette krydsere | Destroyere | Torpedobåde | Ubåde |
| ----------------- | --------- | ----------- | -------------- | -------------- | ---------- | ----------- | ----- |
| 1. april 1934     |           | 1           |                | 5              |            | 12          |       |
| 1. september 1939 | 2         | 3           | 1              | 6              | 21         | 12          | 57    |

Da England erklærede Tyskland krig den 3. september 1939 drog Raeder, for hvem krigen kom "fem år for tidligt" den konklusion over flådens oprustning at: "Hvad flåden angår, er den naturligvis endnu ikke på nogen måde tilstrækkeligt udrustet til at kæmpe mod England … Overflade enhederne er endnu så få i antal og styrke, at de – selv hvis alle styrker indsættes – kun kan dø med ære." Denne negative vurdering af situationen afspejlede resultatet af en rustningspolitik, som ikke kunne følge en konsekvent linje i forhold til langfristede byggeplaner og kortfristede politiske beslutninger. Efter krigens udbrud blev bygningen af så godt som alle overfladeskibe annulleret.
Instruks nr. 1 af 31. august 1939 om flådens krigsførelse var ganske kort: "Kriegsmarinen fører handelskrig med tyngdepunktet mod England."

### Luftwaffe
På grund af totalforbuddet mod Luftwaffe kunne dette i modsætning til de to andre værn ikke bygge ud fra eget forhåndenværende personel, så personelforøgelsen med alle dens uheldige sider kom her stærkest til udtryk. Således måtte officersuddannelsen allerede i 1935 reduceres fra tre til to år. I tidens løb foregik der en så voldsom udvidelse af personellet, at officerskorpset fra det tidspunkt hvor Luftwaffe blev afdækket i 1935 til krigens udbrud voksede til det trettendobbelte. Når man påtænker at etableringen af et homogent officerskorps og indførelse i den nye komplicerede teknik er en langvarig proces og at størstedelen af officerskorpset bestod af tidligere hærofficerer, som ikke havde erfaring med flyvning, må man vurdere kvaliteten af dette korps skeptisk. Som følge af den umådelige forøgelse og de heraf følgende store udsving i personelstyrken var en konsolidering af styrken ikke mulig efter 1935.
Også flyproduktionen havde enorme vækstrater, selv om det i 1938 kom til et fald på grund af mangel på råstoffer i den siden 1936 stagnerende produktion. Det intensive opbygningstempo fremgår desuden af den voldsomme vækst i nyopstillede enheder, hvor de særdeles høje vækstprocenter opstod som følge af deling af eksisterende enheder:
- 1933: 3 eskadriller
- 1934: 14 eskadriller
- 1935: 49 eskadriller
- 1936: 109 eskadriller
- 1937: 214 eskadriller
- 1938: 243 eskadriller (2.180 frontfly)
- 1939: 275 eskadriller (sommer)

Luftværnsartilleriet (Flak) havde også højre vækstrater. Fra 11 afdelinger ved afsløringen voksede det til 60 med 68.000 mand ved udgangen af 1938. For luftvarslingsgruppen forholdt det sig ligeledes. Den voksede fra 6 til 102 kompagnier med 35.500 mand i samme tidsrum.
I august 1939 gjorde 373.000 mand tjeneste i Luftwaffe, der fordelte sig på:
- 208.000 mand til flyvende enheder (herunder 20.000 besætningsmedlemmer)
- 107.000 mand i luftværnsartilleriet og
- 58.000 mand til luftvarsling.

Ved mobiliseringstiltag blev troppestyrken øget til 677.000 mand ved krigens begyndelse, fortrinsvis ved tredobling af Flaktropperne, hvis udstyr lå på lager.
| Operationsberedskab i de flyvende enheder ved krigens begyndelse |                           |                              |                             |                                             |                            |                                 |                             |
|                                                                  | Jagerfly & tunge jagerfly | Styrtbombefly & jagerbombere | Bombefly & hurtige bombefly | Rekognoscering: observation og langdistance | Transportfly uden svævefly | Andre kurérfly, marinefly, osv. | Total i alt 302 eskadriller |
| Klar til indsats                                                 | 1.082                     | 377                          | 1.105                       | 541                                         | 502                        | 225                             | 3.832                       |
| Ikke klar til indsats                                            | 148                       | 23                           | 105                         | 120                                         | 42                         | 18                              | 456                         |
| Besætninger klar til indsats                                     | 980                       | 345                          | 1.045                       | 459                                         | 539                        | 201                             | 3.569                       |

Indsatsberedskabet blandt de omkring 11.700 mand i frontbesætningerne var forholdsvis højt, omend ikke alle flyvemaskinerne kunne bemandes. Desuden blev luftforsvarsandelen forøget væsentligt i forhold til det første rustningsprogram da de 21 Flakregimenter med deres 2.600 svære og 6.700 middelsvære og lette flakkanoner og deres 3.000 luftværnsprojektører rådede over 107.000 mand eller næsten en tredjedel af det aktive stampersonel på 370.000 mand. Desuden kunne Luftwaffe disponere over 133 flyvepladser, 49 ammunitionsværker og 13 store lagre med brændstof.

### Konsekvenser
Dem massive oprustning førte trods Hitlers "fredstaler" til en skærpelse af de internationale forbindelser og en forandring af magtkonstellationerne så det i tilfælde af krig var usandsynligt, at den kunne begrænses til en lokal konflikt. Til en sådan situation var rustningssituationen i 1939 ikke tilstrækkelig. Således udviklede den massive oprustning en egen dynamik og blev i sig selv til en risiko for landet. Militæret så intet alternativ til oprustning, som følge af den forværrede udenrigspolitiske situation.
Det i 1936 af chefen for Heeresamt stillede spørgsmål, om en hær i højeste krigsberedskab overhovedet kunne finansieres, forstummede snart, for Hitler havde bekendtgjort sin hensigt om senest fra 1943 at indsætte Wehrmacht i en udvidelse af det tyske Lebensraum. I overensstemmelse med det planlagte Blitzkriegs-koncept om at besejre en diplomatisk isoleret fjende ved begrænsede men voldsomme overfaldslignende slag, havde Wehrmacht stor kapacitet til at slå først. Ved hjælp af den i Tyskland praktiserede oprustning i bredden lykkedes det i løbet af kort tid at bringe styrkerne op på et stort antal,
men på grund af manglende koordination af rustningerne og bibeholdelse af fredsøkonomien – selv efter krigens begyndelse – var rustningsindustriens kapacitet begrænset, så en oprustning i dybden og opbygning af lagre ikke kunne gennemføres. Selv af militærledelsen blev Wehrmacht i sommeren 1939 betegnet som ikke parat til krig. I løbet af den stadig længere varende og i denne form ikke planlagte udvidelse af konflikten viste det sig, at Wehrmacht ikke var rustet til en lang verdenskrig. Det med store anstrengelser opnåede forspring på visse delområder forsvandt fordi man undlod at gennemføre en hurtig totalmobilisering af økonomien.
Frem til i dag er der forskellige vurderinger af forløbet af oprustningen. Ældre forskning understøtter den af økonomihistorikeren Alan S. Milward formulerede tese om "Blitzkrigsøkonomi". Teorien forklarede den ringe økonomiske mobiliseringsgrad med en angiveligt genial økonomisk politik fra Hitlers side, hvor de knappe ressourcer ved behændig indsats af kræfterne indenfor de givne rammer skulle sikre en vellykket Blitzkrieg. De ved de enorme investeringer opståede økonomiske flaskehalse skulle overvindes gennem en flugt fremad. Gennem udbytning af de derved erobrede områder skulle det næste korte felttog gøres muligt. Krigen skulle således så at sige ernære krigen. I den nyere historieforskning antages det, at den nationalsocialistiske ledelse hele tiden var gået ud fra en lang krig og en total mobilisering, men at dette slog fejl på grund af ineffektivitet og en manglende erkendelse af, at det økonomiske potentiale var for beskedent til en stor verdenskrig.

## Fodnoter
1. ↑  Den oprindelige plan om en 21-divisioners hær blev opgivet af økonomiske årsager. Broderparten gik til hæren. Kriegsmarine fik kun ca. 7 mio. RM om året. De 350 mio. RM blev bevilget med fuld understøttelse fra regeringspartierne via en hemmelig fond i statsregnskabet. Desuden blev Staatssekretärausschuß (viceministerudvalget) grundlagt, som kunne godkende bevillinger og bestod af en repræsentant for Rigsrevisionen (Rechnungshof), Reichswehr og finansministeriet. Udvalget var således ikke underlagt rigsdagens kontrol. Se Hürter: Groener, S. 114f.
2. ↑  En oprustning i dybden vil sige, at den enkelte enheds kampkraft og forsyningsgrad blev forøget, mens en oprustning i bredden betød, at der blev opstillet flere enheder af samme kampkraft.
3. ↑  En panserbrigade bestod af fire bataljoner. Med 12 planlagte armékorps drejede sig således om 48 panserbataljoner, som skulle lægges til de 12 i de tre bestående panserdivisioner. Det i bogen Die Wehrmacht. Mythos und Realität. nævnte tal på 10.000 kampvogne forekommer tvivlsomt. En bataljon bestod af ca. 50 kampvogne, så tallet 3.000 er mere realistisk.
4. ↑  Allerede siden 1933 reagerede den britiske offentlighed med uro på grund af artikler i pressen. Fra 1934 blev truslen også politisk taget alvorligt, selv om England dengang ikke spillede nogen rolle i de tyske krigsovervejelser. På den måde blev Luftwaffes målsætning om at bygge et luftvåben, som primært var rettet mod Frankrig og Polen forældet af udefrakommende forhold. se MGFA: DRZW, S. 477
5. ↑  Først ved udnævnelsen af Speer til rigsminister for våben og ammunition i 1942 og i 1943 til rigsminister for rustning og krigsproduktion lykkedes det at gennemføre en fuldstændig omstilling af økonomien til krigsproduktion og at gå fra en håndværksmæssig fremstilling af krigsmateriel til en massefremstilling. Det af Speer anvendte koncept om "industriens eget ansvar" frigjorde alle de dynamiske kræfter i et moderne industrisamfund og muliggjorde "Speers oprustningsmirakel". Se MGFA, Bind 5/2, S.343
6. ↑  For at imødegå risikoen for krigsprofitter, som man havde set det under 1. verdenskrig, udviklede man en priskontrol, der fungerede på den måde, at virksomhedens overskud blev beregnet som en fast procentsats af de samlede fremstillingsomkostninger. Jo højere fremstillingsomkostningerne var, jo højere var overskuddet, så man tilstræbte slet ikke en rationalisering fra virksomhedernes side.
7. ↑  Rækkefølgen i 1939 var: USA, New Zealand, Hawaii, Canada, Australien, Frankrig, Storbritannien, Danmark, Sverige, Sydafrika, Luxembourg, Norge, Uruguay, Belgien og Tyskland. I absolutte tal lå Tyskland med knap 2 mio. køretøjer (personbiler, busser og lastbiler) på 4. pladsen, men stadig langt efter USA med 30 mio. køretøjer. Se MGFA: Bind 5/1, Tabel S. 651 (Schell-planen fik ingen virkning før krigen)
8. ↑  • Transportproblem: I 1938 mangledes der 4.500 lokomotiver og 100.000 godsvogne. MGFA: DRZW, Bind 1, S. 366.
• Mangel på uddannet personale: I 1939 blev manglen på arbejdere vurderet til 1 mio. mand. MGFA: Bind 1, S. 364 
 • Regneeksempel på en familieøkonomi: Blev manden, som hidtil havde tjent 216 RM på en fabrik indkaldt, fik selv den barnløse kone en understøttelse på 84 RM, foruden huslejetilskud på 10 RM. De således 94 RM som månedligt var til rådighed gav ingen tilskyndelse til at gå i arbejde, da kvinden i f.eks. en konservesfabrik kun tjente 53 RM. MGFA: Bind 5/1, S. 771.
9. ↑  En omfangsrig oversigt over rustningsøkonomien kan f.eks. ses i:

Rolf-Dieter Müller: Die Mobilisierung der deutschen Wirtschaft für Hitlers Kriegsführung. i MGFA: DRZW, Bind 5/1, S.349–689 

Alan S. Milward: Die deutsche Kriegswirtschaft 1939 – 1945. Deutsche Verlagsanstalt 1966

MGFA: Wirtschaft und Rüstung am Vorabend des Zweiten Weltkrieges. Düsseldorf 1975, ISBN 3-7700-0399-3 

Forstmeier/Volksmann: Kriegswirtschaft und Rüstung 1939 – 1945. Droste-Verlag 1976, ISBN 3-7700-0443-4 

Georg Thomas: Geschichte der deutschen Wehr- und Rüstungswirtschaft. ISBN 3-7646-1067-0 

Adam Tooze: Ökonomie der Zerstörung: Die Geschichte der Wirtschaft im Nationalsozialismus. Pantheon 2008, ISBN 3-570-55056-7
10. ↑  MGFA: Bind 1, S. 249: Her er der forskelle mellem den kortfristede og den langfristede gæld. Opsummeret givet det følgende tal:
1933: 14 mia. RM  ;  1934: 16 mia. RM  ;  1935: 20 mia. RM  ;  1936: 26 mia. RM  ;  1937: 32 mia. RM
11. ↑  Tal fra MGFA: Bind 5/1, S. 963 | NB: Tallene er på grund af mangler ved statistikken ikke nødvendigvis sammenlignelige med andre kilder. Således kommer Völker, Luftwaffe, til 4.093 til rådighed stående fly, hvoraf 3.646 var klar til indsats, heriblandt bl.a. 1.056 Me 109, 787 He 111, 628 Do 17, 366 Ju 87 og 552 Ju 52.